# 下中村
下中村（しもなかむら）は、神奈川県足柄下郡に存在した村。現在の小田原市東部、東海道本線国府津駅の北東に位置した。

## 地理
- 河川：押切川

## 歴史
- 1889年（明治22年）4月1日 - 町村制の施行により、小船村、中村原、上町村、沼代村、小竹村および羽根尾村、淘綾郡山西村飛地が合併して下中村が発足。
- 1953年（昭和28年）12月28日　相模人形芝居（下中座）が神奈川県無形文化財に指定される。
- 1955年（昭和30年）4月1日 - 前羽村と合併して橘町が発足。同日下中村廃止。

## 特産物
農業が盛んであり、麦、ミカン、畜牛、乳牛、養蚕の品評会などで優秀な成績を収める農家が多く存在した。その豊かな農業生産力から『蔬菜類の王国』と呼ばれたこともある。
戦後も現在に至るまで農業は盛んである。特産品とされたものにタマネギと牛乳がある。
タマネギの中でも現在かながわブランドとされている「湘南レッド」の品種改良は、下中村でも行われた。

## 文化財
- 相模人形芝居　 下中座　 1953年（昭和28年）神奈川県指定無形文化財。下中村小竹地区に存在する。座の名称は村名に由来する[2]。